# بطولة تونس لكرة السلة للرجال 2003–04
بطولة تونس لكرة السلة للرجال 2003–04 هو الموسم رقم 49 من بطولة تونس لكرة السلة للرجال.

فاز بهذا الموسم النادي الأفريقي.

## روابط خارجية
- الموقع الرسمي للجامعة التونسية لكرة السلة.